# Дятел сірий
Дя́тел сірий (Dendropicos elachus) — вид дятлоподібних птахів родини дятлових (Picidae). Мешкає в регіоні Сахелю.

## Опис
Довжина птаха становить 12-14 см. Голова коричнева, над очима білі "брови", під дзьобом тонкі темно-коричневі "вуса". У самців на тімені і потилиці червона пляма. Верхня частина тіла, крила і хвіст сірувато-коричневі, поцятковані білими смужками. Надхвістя і верхні покривні пера хвоста рудуваті, помітні в польоті. Дзьоб сірий, відносно довгий і широкий. Очі карі, лапи зеленувато-сірі.

## Поширення і екологія
Сірі дятли мешкають на півночі Сенегалу, в Мавританії, Малі, Нігері, північній Нігерії, на крайній півночі Камеруну, в центральному Чаді та на заході Судану в регіоні Дарфур. Вони живуть в сухих саванах, напівпустелях, заростях Balanites aegyptiaca і Senegalia senegal у ваді та в оазах. Зустрічаються на висоті до 1600 м над рівнем моря.

## Збереження
Сірий дятел є досить рідкісним видом птахів. Однак через широкий ареал МСОП класифікує цей вид як такий, що не потребує особливих заходів зі збереження.